# 宗十郎頭巾

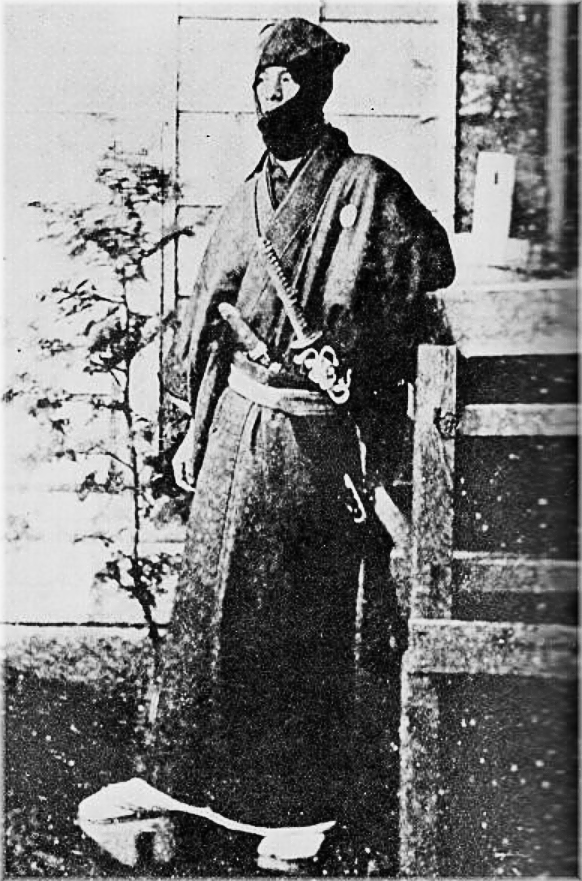
若き日の陸奥宗光
----
微行のための宗十郎頭巾を着用した姿をあえて写真に納めるところが、いかにも「融通変化の才に富める自由自在な人物」といわれた陸奥らしい。

宗十郎頭巾（そうじゅうろう ずきん）は、江戸時代、主に武家の男性が用いた頭巾の一種。

## 形状と用途
「宗十郎頭巾」の起源と語源は、寛政8年正月（1736年2月）江戸桐座で初代並木五瓶作『隅田春妓女容性』（すだのはる げいしゃ かたぎ、通称「梅の由兵衛」）が初演された際、主役の侠客・梅の由兵衛をつとめた初代澤村宗十郎が、その男伊達を演出するために考案した頭巾にある。当初は「茶の錣頭巾」（ちゃのしころずきん）などとよばれたが、この演目が大当たりとなり、以後宗十郎代々がこれをお家芸としたことから、この主人公のトレードマークである「頭巾」と「宗十郎」の名が不可分のものとして定着した。
形状は宗匠頭巾のように1枚の布で頭部を覆うものだが、「錣」（しころ）という額の上に大きな菱形の飾り布がついているのが特徴である。口元から顎を覆う横布は、顎の下に引下げて顔を顕わにすることもできる構造になっている。色は黒、茶、紺などの地味な系統が多い。
宗十郎頭巾は、主に武家の落ちついた年配の男性が微行の際に用いることが多かった。文久元年（1861年）に坂本龍馬が、京都にいた初恋の相手といわれる平井加尾に送った有名な書簡の中にも、脱藩後は加尾に男装をさせて一緒に勤王活動をしようと、宗十郎頭巾を用意するよう指図しており、この頭巾の印象が当時どのようなものだったのかが窺える。

## 創作の人物と宗十郎頭巾

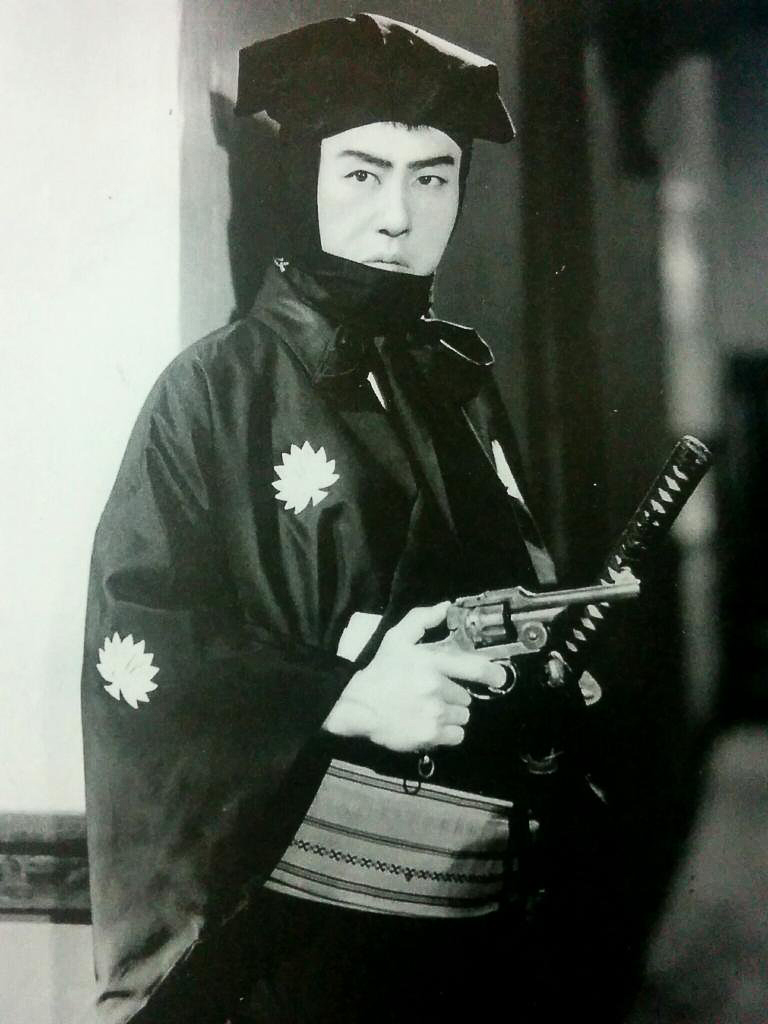
嵐寛寿郎の鞍馬天狗
----
『御存知鞍馬天狗 宗十郎頭巾』（新興キネマ、1936年）のスタジオスチルより。

『梅の由兵衛』のほかにも、『青砥稿花紅彩画』（白浪五人男）の二幕目「雪の下浜松屋の場」で謎の武士・玉島逸当実ハ盗賊首領・日本駄右衛門が着用しているものや、『三人吉三巴白浪』（三人吉三）の二幕目「本所お竹蔵の場」でお坊吉三がかぶっているものなどが、歌舞伎に登場する宗十郎頭巾として特に名高い。
しかし、宗十郎頭巾の名を一般家庭にまで広めたのは『鞍馬天狗』だった。昭和10年（1935年）に大佛次郎が発表したシリーズ第18作の小説『宗十郎頭巾』とそれを原作とした昭和11年（1936年）公開の新興キネマ映画『御存知鞍馬天狗  宗十郎頭巾』はどちらも大ヒットとなり、特に映画のなかで主演の嵐寛寿郎が見せた鞍馬天狗の姿は不動のイメージとして以後定着するにいたった。
鞍馬天狗の宗十郎頭巾は、微行のためというよりも、むしろ逆に目立った活躍をするためにあえてその正体を隠すという設定によるものだが、同シリーズが子供たちのあいだで絶大な人気を確立するに及んで、この「宗十郎頭巾で正体を隠した白塗りの正義の味方」という関係がひとつの構図として定着していった。
当時チャンバラ遊びで正義の味方といえば鞍馬天狗だった。その鞍馬天狗に扮するために、子供たちは風呂敷を使って宗十郎頭巾をこしらえたが、どうしてもうまく出来ないのが錣だった。宗十郎頭巾は1枚の布でできているわけではなく、錣の部分は別に縫い合わせてある。したがってこれを1枚の風呂敷で真似るというのはそもそも無理な話で、逆に泥棒の頬っ被りのようなものになってしまうのが常だった。こうして宗十郎頭巾は、ますます子供たちの憧憬の的となっていったのである。

## 俗称
宗十郎頭巾の名称は、それ自体が俗称の定着したものだが、鞍馬天狗との関わりから鞍馬天狗頭巾、またそのイカを思わせる形状から、イカ頭巾などと呼ばれることもある。